# Saki Kumagai
Saki Kumagai (jap. 熊谷 紗希, Kumagai Saki; * 17. Oktober 1990 in Sapporo, Hokkaidō) ist eine japanische Fußballspielerin. Sie ist Spielführerin der A-Nationalmannschaft.

## Karriere

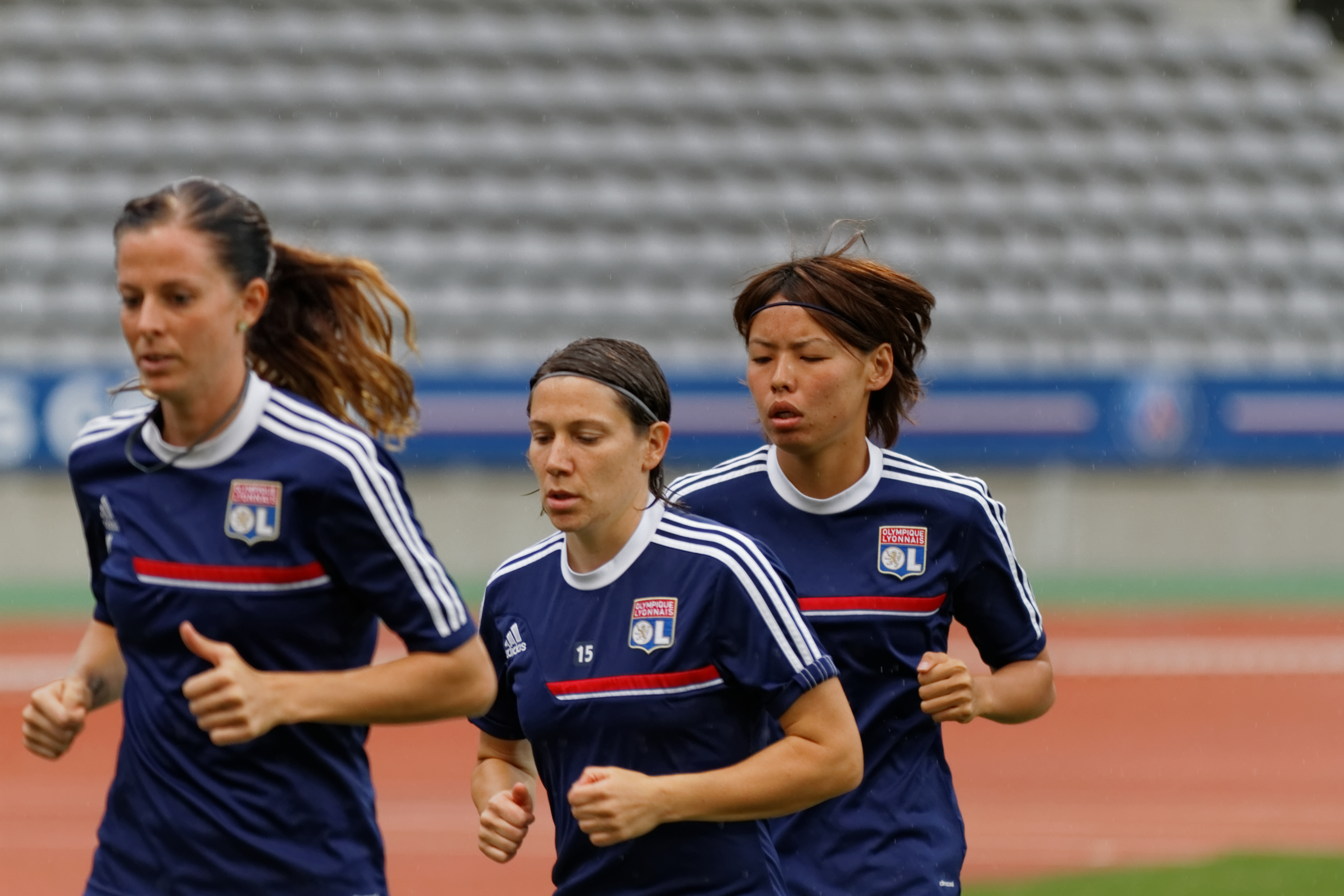
Von links: Lotta Schelin
Élise Bussaglia und Kumagai
im Trikot von Olympique Lyon

### Vereine
Kumagai spielte in den Jahren 2009 bis 2011 für den japanischen Verein Urawa Red Diamonds. Sie wechselte im Mai 2011 zum deutschen Pokalsieger 1. FFC Frankfurt. Mit dem FFC erreichte sie 2012 das Finale in der UEFA Women’s Champions League, das gegen Olympique Lyon mit 0:2 verloren wurde. Zur Saison 2013/14 wechselte Kumagai zu Olympique Lyon und gewann fünfmal in Folge die Women’s Champions League und siebenmal in Folge die französische Meisterschaft.
Zur Saison 2021/22 wurde sie vom deutschen Meister FC Bayern München verpflichtet. Mit ihrem letzten Pflichtspiel, dem 11:1-Sieg über den 1. FFC Turbine Potsdam in der Bundesliga, mit der die Meisterschaft gewonnen wurde, verließ sie den Verein im Juni 2023. Zur Saison 2023/24 wechselte sie zur AS Roma und erhielt dort einen bis zum 30. Juni 2025 datierten Vertrag. Am 23. Januar 2025 wurde ihre Verpflichtung zum Zweitligisten London City Lionesses bekannt gegeben.

### Nationalmannschaft

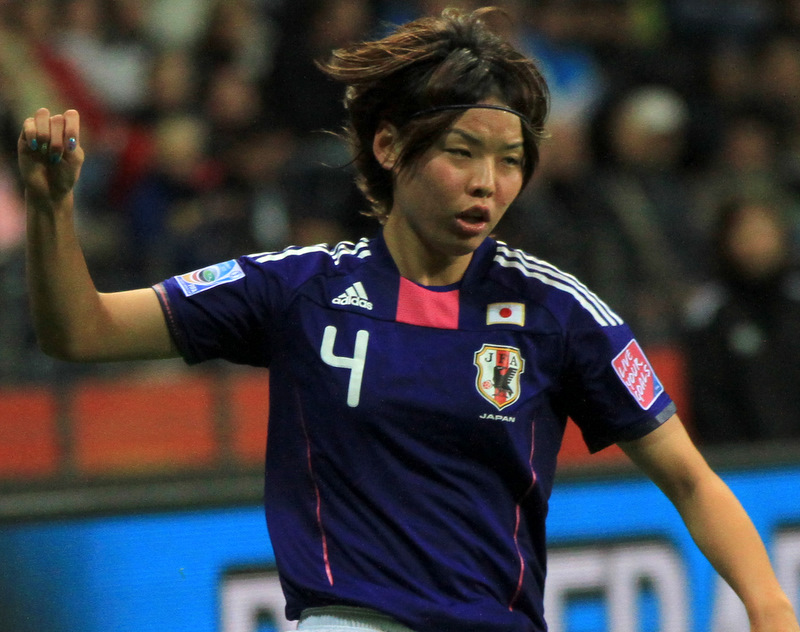
Kumagai bei der WM 2011

Im Turnier um den Zypern-Cup 2008 wurde Kumagai erstmals in der A-Nationalmannschaft eingesetzt, in dem sie zwei Einsätze hatte. Im gleichen Jahr nahm sie mit der U20-Nationalmannschaft an der WM 2008 teil, bei der sie in den drei Gruppenspielen und im mit 1:2 gegen Nordkorea verlorenen Viertelfinale eingesetzt wurde. Bei der U20-Weltmeisterschaft 2010 in Deutschland schieden die Japanerinnen schon nach den Gruppenspielen aus, in denen sie wieder eingesetzt wurde. Im Turnier um die Asienmeisterschaft 2010 wurde sie nur im Halbfinale gegen Australien eingesetzt, das mit 0:1 verloren wurde. Mit dem anschließenden Sieg im Spiel um Platz 3 konnten sich die Japanerinnen jedoch für die Weltmeisterschaft 2011 in Deutschland qualifizieren. Dort bestritt sie alle sechs Spiele, u. a. das Viertelfinale, in dem die Japanerinnen erstmals gegen Deutschland gewannen und den Titelverteidiger bezwangen. Kumagai erzielte im Finale gegen USA das dritte Tor im Elfmeterschießen, was den Weltmeistertitel bedeutete.
Beim asiatischen Qualifikationsturnier für die Olympischen Spiele 2012 wurde sie in vier der fünf Spiele eingesetzt und qualifizierte sich mit ihrer Mannschaft für die olympische Fußballturnier in London. Dort stand sie in allen sechs Spielen in der Startformation und spielte jeweils über die volle Spielzeit, u. a. im mit 1:2 gegen die USA verlorenen Finale, und gewann mit ihrer Mannschaft die Silbermedaille.
Sie wurde auch für die WM 2015 nominiert, in sechs Spielen eingesetzt und spielte dabei immer die kompletten 90 Minuten. Nur im letzten Gruppenspiel gegen Ecuador kam sie nicht zum Einsatz, als Trainer Norio Sasaki einige Stammspielerinnen schonte, da der Achtelfinaleinzug schon feststand.
Bei der erfolglosen Qualifikation für die Olympischen Spiele 2016 wurde sie nur im ersten Spiel eingesetzt, das mit 1:3 gegen Australien verloren wurde.
Bei der Fußball-Asienmeisterschaft der Frauen 2018 war sie Kapitänin der Nationalmannschaft, verteidigte mit ihr den 2014 gewonnenen Titel und qualifizierte sich für die WM 2019. Am 11. November 2018 bestritt sie ihr 100. Länderspiel. Auch bei der WM war sie Kapitänin und wurde in den Gruppenspielen und im Achtelfinale eingesetzt, in dem die Japanerinnen gegen Europameister Niederlande ausschieden.
Am 10. November 2019 erzielte sie beim 2:0-Sieg im Freundschaftsspiel gegen Südafrika ihr erstes Länderspieltor.
Für das vom 21. Juli bis 7. August 2021 in Japan stattgefundene olympische Fußballturnier 2020 wurde sie für den Nationalmannschaftskader nominiert. Sie führte ihre Mannschaft als Kapitänin in die vier Spiele bis ins Viertelfinale, wo sie gegen Schweden ausschieden.
Im Januar 2022 wurde sie auch in den Kader für die Asienmeisterschaft 2022 berufen. Beim Turnier, das für Japan nach einer Niederlage im Elfmeterschießen gegen China endete, war sie wieder Kapitänin und kam in drei Gruppen- und zwei K.-o.-Spielen zum Einsatz. Beim 3:0-Sieg im Gruppenspiel gegen Vietnam erzielte sie ein Tor. Beim Elfmeterschießen im Halbfinale verschoss sie als erste japanische Schützin. Mit dem Einzug ins Halbfinale konnten sich die Japanerinnen für die WM 2023 qualifizieren.
Am 13. Juni 2023 wurde sie für die WM-Endrunde nominiert. Bei der WM, die für die Japanerinnen mit einer Viertelfinalniederlage gegen Schweden endete, wurde sie in den fünf Spielen ihrer Mannschaft eingesetzt.

## Spiel- und Torstatistik
| Saison                                      | Verein                                      | Liga                                        | Liga | Liga | Pokal | Pokal | Weiterer Pokal | Weiterer Pokal | Kontinental | Kontinental | Kontinental | Nationalmannschaft | Nationalmannschaft | Gesamt | Gesamt |
| Saison                                      | Verein                                      | Division                                    | A    | G    | A     | G     | A              | G              | C           | A           | G           | A                  | G                  | A      | G      |
| ------------------------------------------- | ------------------------------------------- | ------------------------------------------- | ---- | ---- | ----- | ----- | -------------- | -------------- | ----------- | ----------- | ----------- | ------------------ | ------------------ | ------ | ------ |
| 2009                                        | Urawa Red Diamonds Ladies                   | Nadeshiko League                            | 21   | 2    | 4     | 1     | -              | -              | -           | -           | -           | 2                  | 0                  | 27     | 3      |
| 2010                                        | Urawa Red Diamonds Ladies                   | Nadeshiko League                            | 18   | 6    | 4     | 2     | 2              | 0              | -           | -           | -           | 15                 | 0                  | 39     | 8      |
| 2011                                        | Urawa Red Diamonds Ladies                   | Nadeshiko League                            | 5    | 0    | 0     | 0     | -              | -              | -           | -           | -           | 16                 | 0                  | 21     | 0      |
| Gesamt                                      | Gesamt                                      | Gesamt                                      | 44   | 8    | 8     | 3     | 2              | 0              | -           | -           | -           | 33                 | 0                  | 87     | 11     |
| 2011/12                                     | 1. FFC Frankfurt                            | Bundesliga                                  | 20   | 2    | 3     | 0     | -              | -              | UCL         | 8           | 0           | 16                 | 0                  | 47     | 2      |
| 2012/13                                     | 1. FFC Frankfurt                            | Bundesliga                                  | 18   | 0    | 1     | 0     | -              | -              | -           | -           | -           | 9                  | 0                  | 28     | 0      |
| Gesamt                                      | Gesamt                                      | Gesamt                                      | 38   | 2    | 4     | 0     | -              | -              | -           | 8           | 0           | 25                 | 0                  | 75     | 2      |
| 2013/14                                     | Olympique Lyon                              | Division 1                                  | 19   | 3    | 5     | 3     | -              | -              | UCL         | 4           | 1           | 5                  | 0                  | 33     | 7      |
| 2014/15                                     | Olympique Lyon                              | Division 1                                  | 22   | 2    | 6     | 0     | -              | -              | UCL         | 4           | 0           | 11                 | 0                  | 43     | 2      |
| 2015/16                                     | Olympique Lyon                              | Division 1                                  | 20   | 5    | 5     | 1     | -              | -              | UCL         | 9           | 1           | 7                  | 0                  | 41     | 7      |
| 2016/17                                     | Olympique Lyon                              | Division 1                                  | 19   | 6    | -     | -     | -              | -              | UCL         | 9           | 3           | 8                  | 0                  | 36     | 9      |
| 2017/18                                     | Olympique Lyon                              | Division 1                                  | 21   | 5    | -     | -     | 2              | 0              | UCL         | 7           | 1           | 11                 | 0                  | 41     | 6      |
| 2018/19                                     | Olympique Lyon                              | Division 1                                  | 20   | 2    | -     | -     | 2              | 0              | UCL         | 9           | 0           | 8                  | 0                  | 39     | 2      |
| 2019/20                                     | Olympique Lyon                              | Division 1                                  | 14   | 2    | 1     | 0     | -              | -              | UCL         | 6           | 1           | 4                  | 1                  | 25     | 4      |
| 2020/21                                     | Olympique Lyon                              | Division 1                                  | 17   | 4    | 0     | 0     | -              | -              | UCL         | 6           | 1           | 2                  | 0                  | 25     | 5      |
| Gesamt                                      | Gesamt                                      | Gesamt                                      | 152  | 29   | 17    | 4     | 4              | 0              | -           | 54          | 8           | 56                 | 1                  | 283    | 42     |
| 2021/22                                     | FC Bayern München                           | Bundesliga                                  | 21   | 5    | 4     | 1     | -              | -              | UCL         | 8           | 2           | 8                  | 0                  | 41     | 8      |
| 2022/23                                     | FC Bayern München                           | Bundesliga                                  | 18   | 4    | 4     | 2     | -              | -              | UCL         | 8           | 0           | 4                  | 0                  | 34     | 6      |
| Gesamt                                      | Gesamt                                      | Gesamt                                      | 39   | 9    | 8     | 3     | -              | -              | -           | 16          | 2           | 12                 | 0                  | 75     | 14     |
| 2023/24                                     | AS Rom                                      | Serie A                                     | 25   | 5    | -     | -     | -              | -              | UCL         | 6           | 0           | 9                  | 0                  | 40     | 5      |
| 2024/25                                     | AS Rom                                      | Serie A                                     | 12   | 0    | -     | -     | -              | -              | UCL         | 6           | 0           | 4                  | 1                  | 22     | 1      |
| Gesamt                                      | Gesamt                                      | Gesamt                                      | 37   | 5    | -     | -     | -              | -              | -           | 12          | 0           | 13                 | 1                  | 62     | 6      |
| Karriere                                    | Karriere                                    | Karriere                                    | 310  | 53   | 37    | 10    | 6              | 0              | -           | 90          | 10          | 139                | 2                  | 582    | 72     |
| JFA-Verbandsseite (Stand: 26. Oktober 2024) | JFA-Verbandsseite (Stand: 26. Oktober 2024) | JFA-Verbandsseite (Stand: 26. Oktober 2024) |      |      |       |       |                |                |             |             | =           | 157                | 3                  | 582    | 73     |

## Erfolge

### Nationalmannschaft
- Weltmeister 2011
- Weltmeisterschaftsfinalist 2015
- Olympische Silbermedaille 2012
- Asienmeister 2018
- SheBelieves Cup-Sieger 2025

### Vereine
- Champions-League-Sieger 2016, 2017, 2018, 2019, 2020 (mit Olympique Lyon)
- Italienischer Meister 2024
- Deutscher Meister 2023 (mit dem FC Bayern München)
- Französischer Meister: 2014, 2015, 2016, 2017, 2018, 2019, 2020 (mit Olympique Lyon)
- Französischer Pokalsieger: 2014, 2015, 2016, 2017, 2019, 2020 (mit Olympique Lyon)
- Französischer Supercupsieger: 2019 (mit Olympique Lyon)

## Auszeichnungen
- Nominiert für die Wahl zur Weltfußballerin des Jahres 2013[14]